# Michael Röckner
Michael Röckner é um matemático alemão.
Escreveu com Claudia Prévôt o livro "A Concise Course on Stochastic Partial Differential Equations".